# Shanghai Open 1998 - Qualificazioni singolare
Le qualificazioni del singolare  dello  Shanghai Open 1998 sono state un torneo di tennis preliminare per accedere alla fase finale della manifestazione. I vincitori dell'ultimo turno sono entrati di diritto nel tabellone principale. In caso di ritiro di uno o più giocatori aventi diritto a questi sono subentrati i lucky loser, ossia i giocatori che hanno perso nell'ultimo turno ma che avevano una classifica più alta rispetto agli altri partecipanti che avevano comunque perso nel turno finale.
Le qualificazioni del torneo Shanghai Open 1998 prevedevano 19 partecipanti di cui 4 sono entrati nel tabellone principale.

## Teste di serie
1. Michael Kohlmann (Qualificato)
2. Peter Tramacchi (secondo turno)
3. Karsten Braasch (Qualificato)
4. Oscar Burrieza-Lopez (Qualificato)

1. Ben Ellwood (ultimo turno)
2. Arnaud Boetsch (ultimo turno)
3. Paradorn Srichaphan (ultimo turno)
4. Mahesh Bhupathi (ultimo turno)

## Qualificati
1. Michael Kohlmann
2. T. J. Middleton

1. Karsten Braasch
2. Oscar Burrieza-Lopez

## Tabellone

### Legenda
| - Q = Qualificato - WC = Wild card - LL = Lucky loser | - ALT = Alternate - SE = Special Exempt - PR = Protected Ranking | - w/o = Walkover - r = Ritirato - d = Squalificato |

### Sezione 1
|  | Primo turno | Primo turno | Primo turno | Primo turno | Primo turno |  |  | Secondo turno | Secondo turno    | Secondo turno    | Secondo turno   | Secondo turno   |   |   | Ultimo turno | Ultimo turno     | Ultimo turno     | Ultimo turno | Ultimo turno |  |
|  |             |             |             |             |             |  |  |               |                  |                  |                 |                 |   |   |              |                  |                  |              |              |  |
|  |             |             |             |             |             |  |  |               |                  |                  |                 |                 |   |   |              |                  |                  |              |              |  |
|  |             |             |             |             |             |  |  | 1             | Michael Kohlmann | Michael Kohlmann | 6               | 6               |   |   |              |                  |                  |              |              |  |
|  |             |             |             |             |             |  |  |               | Si Li            | Si Li            | 3               | 3               |   |   |              |                  |                  |              |              |  |
|  |             |             |             |             |             |  |  |               |                  |                  |                 |                 |   |   | 1            | Michael Kohlmann | Michael Kohlmann | 6            | 7            |  |
|  |             |             |             |             |             |  |  |               |                  | 8                | Mahesh Bhupathi | Mahesh Bhupathi | 1 | 5 |              |                  |                  |              |              |  |
|  |             |             |             |             |             |  |  |               | Lei Xie          | Lei Xie          | 0               | 2               |   |   |              |                  |                  |              |              |  |
|  |             |             |             |             |             |  |  | 8             | Mahesh Bhupathi  | Mahesh Bhupathi  | 6               | 6               |   |   |              |                  |                  |              |              |  |
|  |             |             |             |             |             |  |  |               |                  |                  |                 |                 |   |   |              |                  |                  |              |              |  |

### Sezione 2
|  | Primo turno     | Primo turno     | Primo turno     | Primo turno | Primo turno |  |  | Secondo turno | Secondo turno       | Secondo turno       | Secondo turno       | Secondo turno       |   |   | Ultimo turno | Ultimo turno    | Ultimo turno    | Ultimo turno | Ultimo turno |  |
|  |                 |                 |                 |             |             |  |  |               |                     |                     |                     |                     |   |   |              |                 |                 |              |              |  |
|  |                 |                 |                 |             |             |  |  |               |                     |                     |                     |                     |   |   |              |                 |                 |              |              |  |
|  |                 |                 |                 |             |             |  |  | 2             | Peter Tramacchi     | 6                   | 7                   | 2                   |   |   |              |                 |                 |              |              |  |
|  | T. J. Middleton | T. J. Middleton | T. J. Middleton | 7           | 6           |  |  |               | T. J. Middleton     | 7                   | 6                   | 6                   |   |   |              |                 |                 |              |              |  |
|  | Zhu Ben-qiang   | Zhu Ben-qiang   | Zhu Ben-qiang   | 6           | 2           |  |  |               |                     |                     |                     |                     |   |   |              | T. J. Middleton | T. J. Middleton | 6            | 6            |  |
|  |                 |                 |                 |             |             |  |  |               |                     | 7                   | Paradorn Srichaphan | Paradorn Srichaphan | 4 | 4 |              |                 |                 |              |              |  |
|  |                 |                 |                 |             |             |  |  |               | Mark Keil           | Mark Keil           | 1                   | 5                   |   |   |              |                 |                 |              |              |  |
|  |                 |                 |                 |             |             |  |  | 7             | Paradorn Srichaphan | Paradorn Srichaphan | 6                   | 7                   |   |   |              |                 |                 |              |              |  |
|  |                 |                 |                 |             |             |  |  |               |                     |                     |                     |                     |   |   |              |                 |                 |              |              |  |

### Sezione 3
|  | Primo turno | Primo turno | Primo turno | Primo turno | Primo turno |  |  | Secondo turno | Secondo turno           | Secondo turno           | Secondo turno  | Secondo turno  |   |   | Ultimo turno | Ultimo turno    | Ultimo turno    | Ultimo turno | Ultimo turno |  |
|  |             |             |             |             |             |  |  |               |                         |                         |                |                |   |   |              |                 |                 |              |              |  |
|  |             |             |             |             |             |  |  |               |                         |                         |                |                |   |   |              |                 |                 |              |              |  |
|  |             |             |             |             |             |  |  | 3             | Karsten Braasch         | Karsten Braasch         | 6              | 6              |   |   |              |                 |                 |              |              |  |
|  |             |             |             |             |             |  |  |               | Ling Lu                 | Ling Lu                 | 2              | 2              |   |   |              |                 |                 |              |              |  |
|  |             |             |             |             |             |  |  |               |                         |                         |                |                |   |   | 3            | Karsten Braasch | Karsten Braasch | 6            | 6            |  |
|  |             |             |             |             |             |  |  |               |                         | 6                       | Arnaud Boetsch | Arnaud Boetsch | 2 | 1 |              |                 |                 |              |              |  |
|  |             |             |             |             |             |  |  |               | Kirill Ivanov-Smolensky | Kirill Ivanov-Smolensky | 2              | 1              |   |   |              |                 |                 |              |              |  |
|  |             |             |             |             |             |  |  | 6             | Arnaud Boetsch          | Arnaud Boetsch          | 6              | 6              |   |   |              |                 |                 |              |              |  |
|  |             |             |             |             |             |  |  |               |                         |                         |                |                |   |   |              |                 |                 |              |              |  |

### Sezione 4
|  | Primo turno       | Primo turno       | Primo turno | Primo turno | Primo turno |  |  | Secondo turno | Secondo turno        | Secondo turno        | Secondo turno | Secondo turno |   |   | Ultimo turno | Ultimo turno         | Ultimo turno         | Ultimo turno | Ultimo turno |  |
|  |                   |                   |             |             |             |  |  |               |                      |                      |               |               |   |   |              |                      |                      |              |              |  |
|  |                   |                   |             |             |             |  |  |               |                      |                      |               |               |   |   |              |                      |                      |              |              |  |
|  |                   |                   |             |             |             |  |  | 4             | Oscar Burrieza-Lopez | Oscar Burrieza-Lopez | 6             | 6             |   |   |              |                      |                      |              |              |  |
|  | Yu-Wei Wang       | Yu-Wei Wang       | Yu-Wei Wang | 7           | 6           |  |  |               | Yu-Wei Wang          | Yu-Wei Wang          | 1             | 0             |   |   |              |                      |                      |              |              |  |
|  | Wei Cai           | Wei Cai           | Wei Cai     | 6           | 1           |  |  |               |                      |                      |               |               |   |   | 4            | Oscar Burrieza-Lopez | Oscar Burrieza-Lopez | 7            | 6            |  |
|  | Patrick Galbraith | Patrick Galbraith | 5           | 6           | 3           |  |  |               |                      | 5                    | Ben Ellwood   | Ben Ellwood   | 5 | 1 |              |                      |                      |              |              |  |
|  | Jacques Hervet    | Jacques Hervet    | 7           | 2           | 2r          |  |  |               | Patrick Galbraith    | 6                    | 5             | 0             |   |   |              |                      |                      |              |              |  |
|  |                   |                   |             |             |             |  |  | 5             | Ben Ellwood          | 3                    | 7             | 6             |   |   |              |                      |                      |              |              |  |
|  |                   |                   |             |             |             |  |  |               |                      |                      |               |               |   |   |              |                      |                      |              |              |  |